# Пшигодзічкі
Пшигодзічкі (пол. Przygodziczki) — село в Польщі, у гміні Пшигодзице Островського повіту Великопольського воєводства.
Населення — 457 осіб (2011).
У 1975-1998 роках село належало до Каліського воєводства.

## Демографія
Демографічна структура станом на 31 березня 2011 року:
|          | Загалом | Допрацездатний вік | Працездатний вік | Постпрацездатний вік |
| -------- | ------- | ------------------ | ---------------- | -------------------- |
| Чоловіки | 246     | 70                 | 154              | 22                   |
| Жінки    | 211     | 50                 | 122              | 39                   |
| Разом    | 457     | 120                | 276              | 61                   |